# Luisenburg-Festspiele

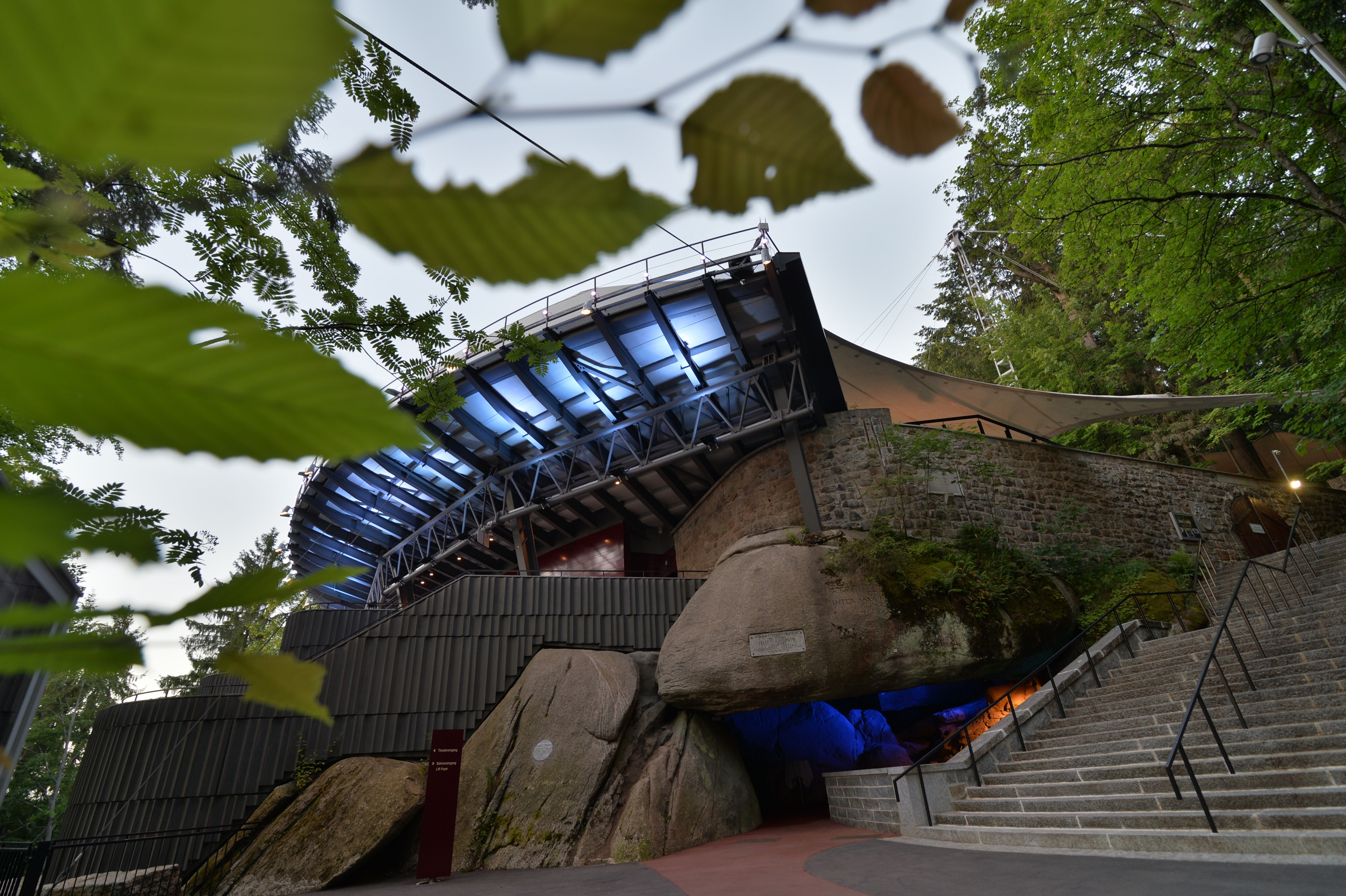
Haupteingang zur Freilichtbühne

Die Luisenburg-Festspiele sind Theaterfestspiele im ältesten Freilichttheater Deutschlands. Sie finden alljährlich vor der Felsenkulisse des größten Felsenlabyrinths Europas nahe der Stadt Wunsiedel im Fichtelgebirge statt, die auch Veranstalter der Festspiele ist.

## Festspiele heute

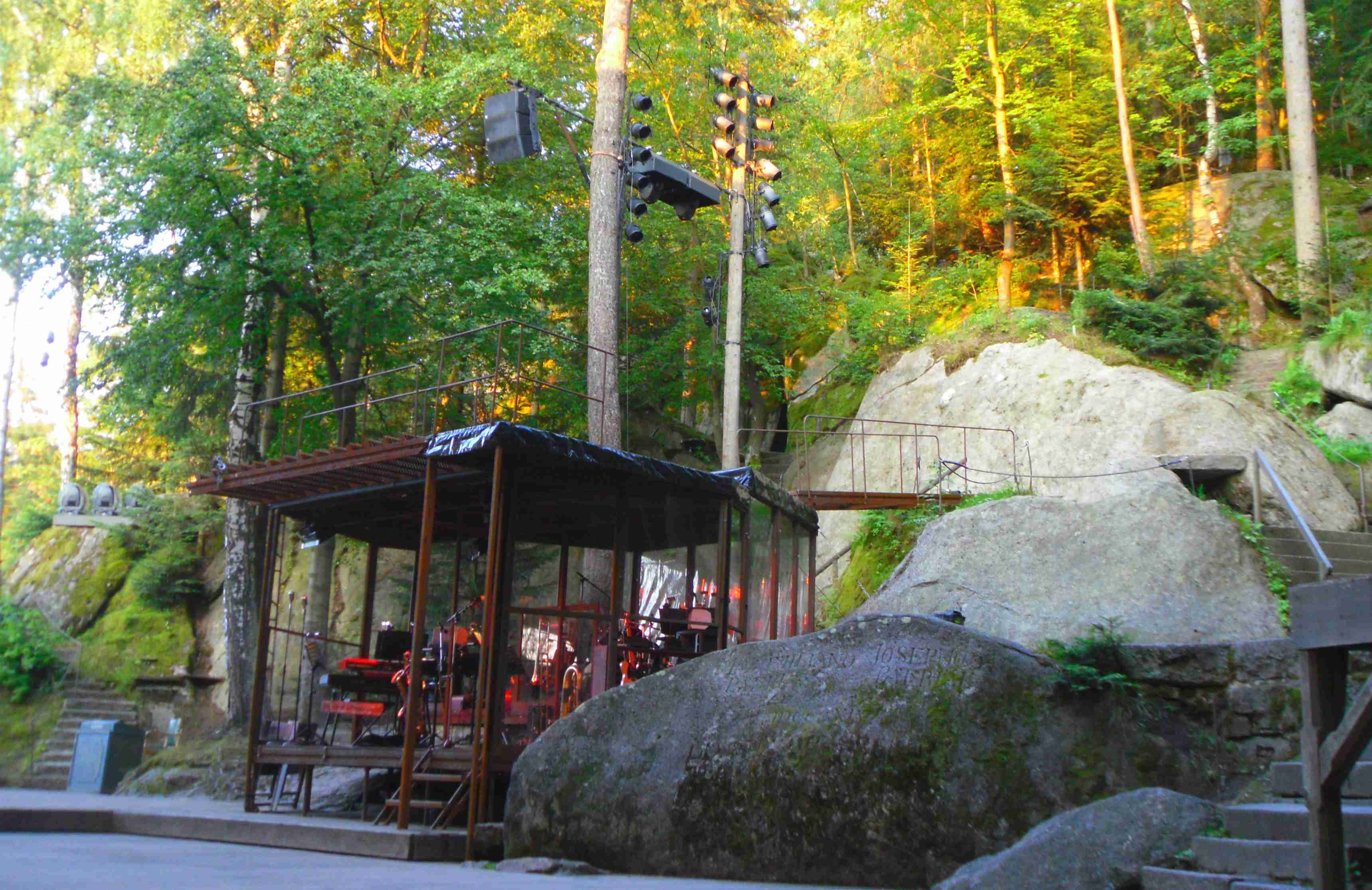
Hauptbühne der Luisenburg-Festspiele

### Spielstätten
Die Hauptbühne der Festspiele liegt im Felsenlabyrinth Luisenburg auf etwa 700 Metern Seehöhe südwestlich der Stadt Wunsiedel. Die Felsenbühne umfasst mehrere Spielebenen, die zwischen Felsblöcken und Bäumen in die Natur eingepasst sind. Durch vom Zuschauerraum aus nicht sichtbare Wege und Tunnel ist das Erreichen beinahe jeder Spielebene ungesehen möglich. Der Zuschauerraum umfasst etwa 1900 Sitzplätze, die durch eine weithin sichtbare Zeltdachkonstruktion von Frei Otto vor Regen geschützt sind.
Neben der großen Bühne verfügen die Luisenburg-Festspiele über zwei kleinere Spielstätten, den Innenhof des Fichtelgebirgsmuseums in der Wunsiedler Altstadt und den alten Theaterplatz in direkter Nachbarschaft zur Felsenbühne im Felsenlabyrinth.

### Programm
Die Luisenburg-Festspiele finden alljährlich in den Sommermonaten zwischen Ende Mai/Anfang Juni und Ende August/Anfang September statt.
Kern des Programms sind 4 bis 5 Eigenproduktionen auf der großen Bühne, die sowohl Musicals, als auch klassisches Schauspiel umfassen. Eine Produktion ist dabei stets auf Kinder und Familien ausgerichtet. Bis zum Ende der Intendanz Michael Lerchenbergs 2017 bestand der Spielplan alljährlich aus einem bayerischen Volksstück, einem klassischen Theaterstück, einem Musical und einem Kinder- bzw. Familienstück. Unter der jetzigen künstlerischen Leiterin Birgit Simmler wurde als fünfte Eigenproduktion ein weiteres Musical mit Regionalbezug eingeführt, zudem ist das bayerische Volksstück inzwischen nicht mehr fest auf dem Spielplan vertreten und wurde seit 2017 mehrfach durch ein zweites klassisch orientiertes Schauspielstück ersetzt. Die erste Premiere des Jahres ist meist das Kinderstück, die Reihenfolge der weiteren Premieren variiert.
Nach dem Ende der Eigenproduktionen Mitte August finden Gastspiele der Landesbühnen Sachsen (Opern) und der Kammeroper Köln (Operetten) statt. Während der gesamten Spielzeit gibt es an spielfreien Tagen zudem Konzerte und Auftritte von Kabarettisten auf der Luisenburg.
Des Weiteren finden unter dem Motto „LuisenburgXtra“ Lesungen, Gastspiele und gelegentlich kleinere Eigenproduktionen im Innenhof des Fichtelgebirgsmuseums, bzw. auf dem alten Theaterplatz statt.

#### Musical
Die Musicals auf der Luisenburg entwickelten sich seit ihrer Etablierung durch auf dem Spielplan 2004 zu wahren Kassenschlagern, so musste bereits das erste Musical Anatevka (2004) im Folgejahr wiederholt werden. Später folgten u. a. Kiss me Kate (2006), Der Watzmann ruft (2008) (mit Wolfgang Ambros), The Rocky Horror Picture Show (2010), eine Musical-Adaption des Filmklassikers Blues Brothers (2011 und 2012), Cabaret (2015) und Cats (2016 und 2017). Auch nach dem Wechsel der künstlerischen Leitung 2017 blieben die Musicals fester Bestandteil der Festspiele, seither wurden unter anderem My Fair Lady (2018) oder eine Adaption von Der Name der Rose (2021) aufgeführt.
Seit 2019 wird ein zweites Musical mit Regionalbezug gespielt, das jeweils speziell für die Luisenburg geschrieben wird. In den Jahren 2019 und 2021 war dies Zucker, welches die historische Zuckerfabrik in Wunsiedel zum Thema hatte, und 2022 wird erstmals Zeitelmoos zu sehen sein, das sich mit Mythen und Sagen um das gleichnamige Hochmoor bei Wunsiedel beschäftigt.

#### Volksstück
Ein Markenzeichen der Luisenburg-Festspiele waren und sind die (meist bayerischen) Mundart-, bzw. Volksstücke. Am Häufigsten stand in diesem Genre Der Brandner Kaspar und das ewig’ Leben auf dem Spielplan, erstmals 1967 (noch in der Bearbeitung von Josef-Maria Lutz) mit Beppo Brem als Brandner, dann 1982/83 u. a. mit Toni Berger, 1998 unter der Regie von Heinz Trixner und 2009/2010, sowie 2015 mit Michael Lerchenberg als Boandlkramer. 2021 wurde dieser Stoff mit der Uraufführung von Der Brander Kaspar kehrt zurück fortgesetzt.
Neben bekannten Volksstücken, wie etwa Die Geierwally (2005), Der Holledauer Schimmel (2011) oder Der verkaufte Großvater (2016), findet sich seit jeher in regelmäßigen Abständen auch ein kritisches, anspruchsvolleres Volksstück auf der Luisenburg, etwa Jagdszenen aus Niederbayern (2004) oder Andreas Hofer – Die Freiheit des Adlers von Felix Mitterer (2018).

#### Familienstück
1974 vom damaligen Intendanten Mettin eingeführt, ist bis heute jährlich ein Stück für Familien und Kinder vertreten. Dabei wurden mit Vorliebe Adaptionen der Bücher von Otfried Preußler und Astrid Lindgren dargeboten. So wurde allein Preußlers Räuber Hotzenplotz seit 1975 viermal auf die Felsenbühne gebracht und auch Lindgrens Pippi Langstrumpf gab es in drei Inszenierungen auf der Luisenburg zu sehen. Große Erfolge der jüngeren Vergangenheit waren beispielsweise Meister Eder und sein Pumuckl aus dem Jahr 2011 und eine Neufassung von Das Dschungelbuch unter der Regie von Simon Eichenberger im Jahr 2018.

#### Klassisches Schauspiel
In der Schauspiel-Sparte dominieren auf der Luisenburg nach wie vor die großen klassischen Autoren wie Johann Wolfgang von Goethe, der letztmals mit Faust (2021) auf der Luisenburg vertreten war, oder William Shakespeare mit Der Sturm (2022). Ein Alleinstellungsmerkmal unter den Stücken dieser Autoren nimmt Ein Sommernachtstraum von Shakespeare ein, der in insgesamt sieben verschiedenen Inszenierungen auf der Bühne zu sehen war, zuletzt in der Spielzeit 2024.
Daneben werden auch immer wieder Stoffe jüngeren Datums auf die Felsenbühne gebracht, wie etwa Der Theatermacher von Thomas Bernhard (2017) oder Amadeus von Peter Shaffer (2022). 2016 gab es auf der Luisenburg erstmals Tanztheater zu sehen, Eva-Maria Lerchenberg-Thöny inszenierte Lorcas Bluthochzeit als Kombination aus klassischem Sprechtheater und Tanztheater.

### Besucherzahlen
1937 wurden erstmals mehr als 100.000 Besucher auf der Luisenburg gezählt, auch 1964, 1967 und 1969 konnte diese Zahl erreicht werden und seit 1971 nur in drei Sommern nicht mehr, zuletzt bedingt durch die Corona-Pandemie 2021. In der Spielzeit 1977 besuchten über 142.000 Besucher die 4 Eigenproduktionen der Festspiele, ein bis heute ungebrochener Rekord. Zwar wurde diese Besucherzahl nach 2010 regelmäßig überboten, etwa im Rekord-Jahr 2011 mit über 151.000 Besuchern, allerdings umfassen diese Zahlen auch Gastspiele, Konzerte usw., die 1977 bislang nicht Teil des Programms waren.
Die durchschnittliche Besucherzahl liegt heute bei knapp 140.000 Besuchern pro Jahr.

### Schauspieler auf der Luisenburg
Seit 1924 werden die Rollen auf der Luisenburg hauptsächlich mit professionellen Schauspielern besetzt. So haben im Laufe der Zeit viele namhafte Schauspieler in Wunsiedel gespielt, etwa:
Gustl Bayrhammer, Willy Harlander, Beppo Brem, Heinz Baumann, Ruth Niehaus, Rosel Zech, Katy Karrenbauer, Toni Berger, Rüdiger Joswig, Claudia Wenzel, Norbert Heckner, Michael Altmann, Michael Lerchenberg, Gerd Silberbauer, Wolfgang Beigel, Thomas Unger, Maxl Graf, Norbert Neugirg, Rolf Castell, Rudolf Waldemar Brem, Dieter Fischer, Jürgen Fischer, Hartwig Rudolz, Wolfgang Ambros, Anna Montanaro, Veronika von Quast, Michael Vogtmann, April Hailer, Andreas Bittl, Udo Thomer, Michael Boettge, Maria Kempken, Kathrin Ackermann, Romuald Pekny, Tana Schanzara, Veit Relin, Hugo Gottschlich, Harry Fuss, Walter Kohut, Heinz Petters, Walter Langer, Rudolf Buczolich, Klaus Rott, Heinrich Schweiger.
Zudem gilt die Luisenburg aufgrund guter Kontakte zu den Schauspielschulen als „Kaderschmiede“ junger Schauspieler, die hier ihre Karriere beginnen.

## Geschichte

### Anfänge

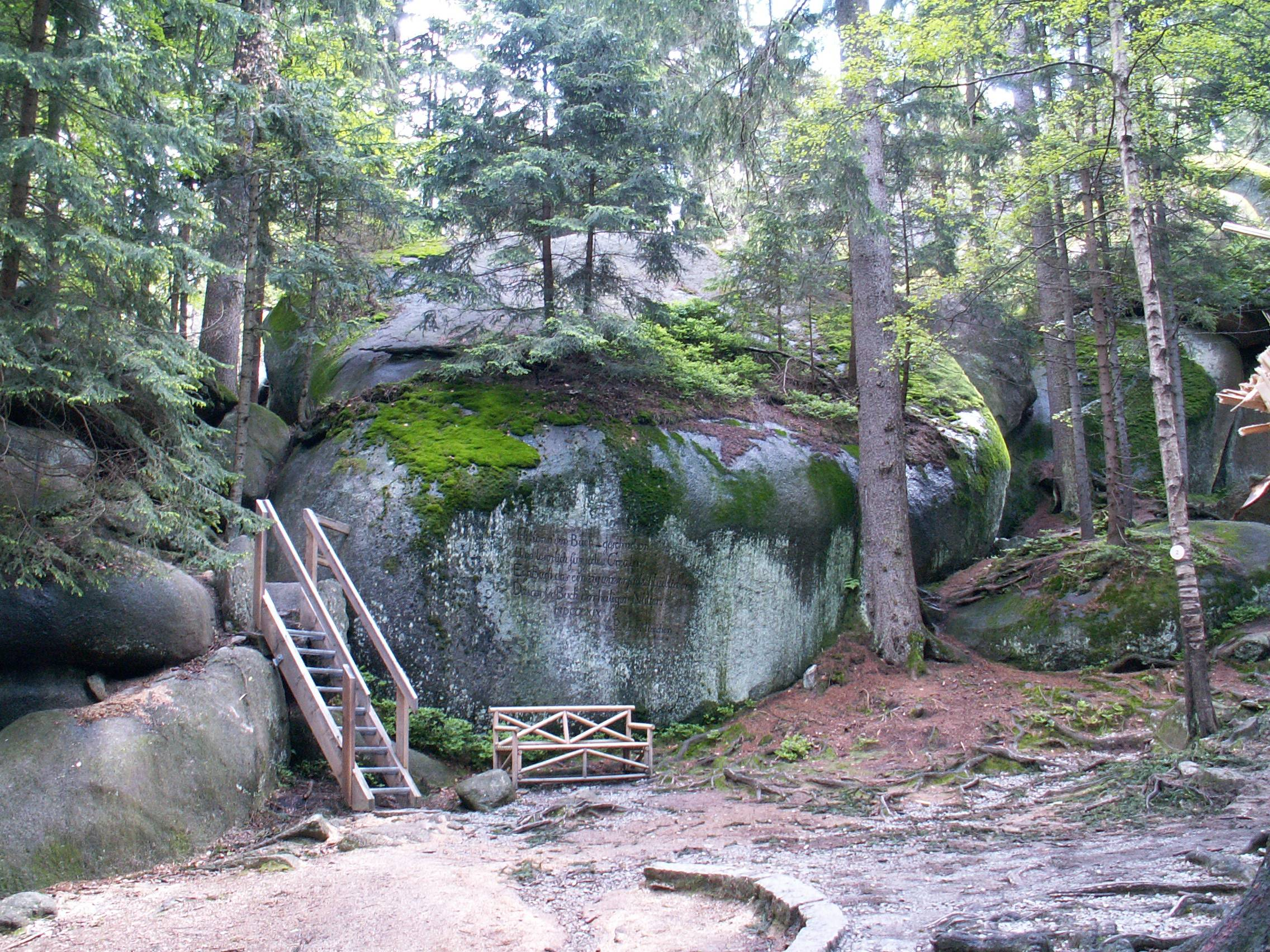
Blick über den alten Theaterplatz

Nach der Überlieferung von 1665 feierten die Wunsiedler Lateinschüler ihr Sommerfest, das Margarethenfest oder Beersingen vor dem Felsenlabyrinth auf dem alten Theaterplatz, wo auf einer großen Felsplatte selbst verfasste Stücke aufgeführt wurden. Im Anschluss daran gab es „allerlei Spiel und zulässige Kurzweil“. Der Höhepunkt der Schüleraufführungen lag um 1760, wobei Szenen des Alltagslebens oft derb und deutlich dargeboten wurden und „das Vehikel allgemeinen Jubels waren“. 1771 schaffte sie die Schulleitung ab. Zwischen 1790 und 1805 führten dann Wunsiedler Honoratioren Singspiele und Operetten auf, wobei es nun standesbewusster zuging. 1804 wurde das heutige Festspielgelände geschaffen.
Wegen der guten Akustik fanden auch dort fast jedes Jahr Sängerfeste und andere Vereinsfeste statt. 1805 erhielt die Spielstätte zu Ehren der preußischen Königin Luise ihren heutigen Namen. Zum 100-jährigen Jubiläum der Erschließung der Luisenburg verfasste Realschullehrer Ludwig Hacker aus Wunsiedel das Festspiel Die Losburg, zu dem der Bayreuther Komponist Heinrich Schmidt die Musik komponierte, und das am 20. Juli 1890 zur Aufführung gelangte und Bilder aus der Geschichte und Sage des Berges zum Inhalt hatte. Mit Unterbrechungen wurde das Heimatfestspiel in den nachfolgenden Jahrzehnten wiederholt, wobei Wunsiedler Bürger und Schüler als Schauspieler agierten. 1914 inszenierte man unter Spielleiter Fritz Basil erstmals klassische Stücke mit Berufsschauspielern, jedoch musste die Festspielsaison am 1. August aufgrund des beginnenden Ersten Weltkriegs abgebrochen werden.

### Weimarer Republik
Erst 1924 wurden wieder Festspiele auf der Luisenburg abgehalten, die mit der Rekordbesucherzahl von 46.702 Besuchern in 32 Vorstellungen endeten. Im nächsten Jahr brach die Zuschauerzahl allerdings ein, was schließlich zur Vertragsauflösung mit Fritz Basil führte. Die Verantwortlichen engagierten daraufhin das vereinigte Stadttheater Konstanz-Schaffhausen-Winterthur und konnten so 5 verschiedene Inszenierungen auf der Luisenburg zeigen. In den folgenden Jahren wurden die Festspiele von der Bayerischen Landesbühne unter Intendant Otto Kustermann verantwortet, der den Festspielen in der Spielzeit 1927 zu einem neuen Zuschauerrekord verhalf, 57.100 Besucher besuchten die 5 Inszenierungen. Die Jahre bis zur Machtübernahme der Nationalsozialisten waren von sinkenden Zuschauerzahlen und einem qualitativ nachlassenden Ensemble geprägt.

### Nationalsozialismus
1933 übernahm Egon Schmid die Intendanz der Bayerischen Landesbühne und damit der Luisenburg-Festspiele, allerdings wurden diese nun nicht mehr von der Stadt Wunsiedel, sondern vom übergeordneten „Reichsbund der deutschen Freilicht- und Volksschauspiele“ verantwortet. Während dieser Zeit wurde erstmals ein Kinderstück auf den Spielplan gesetzt und auch die „magische Marke“ von 100.000 Zuschauern konnte 1937 erstmals geknackt werden. Nach der Spielzeit 1941 mussten die Festspiele aufgrund des Krieges geschlossen werden und wurden erst 1951 wiederaufgenommen. Die Bühne profitierte dennoch nachhaltig von einigen Erneuerungen die unter Schmid verwirklicht worden waren, so wurde beispielsweise in eine neue Regenplane und in eine neue Beleuchtungsanlage investiert.

### Nachkriegszeit

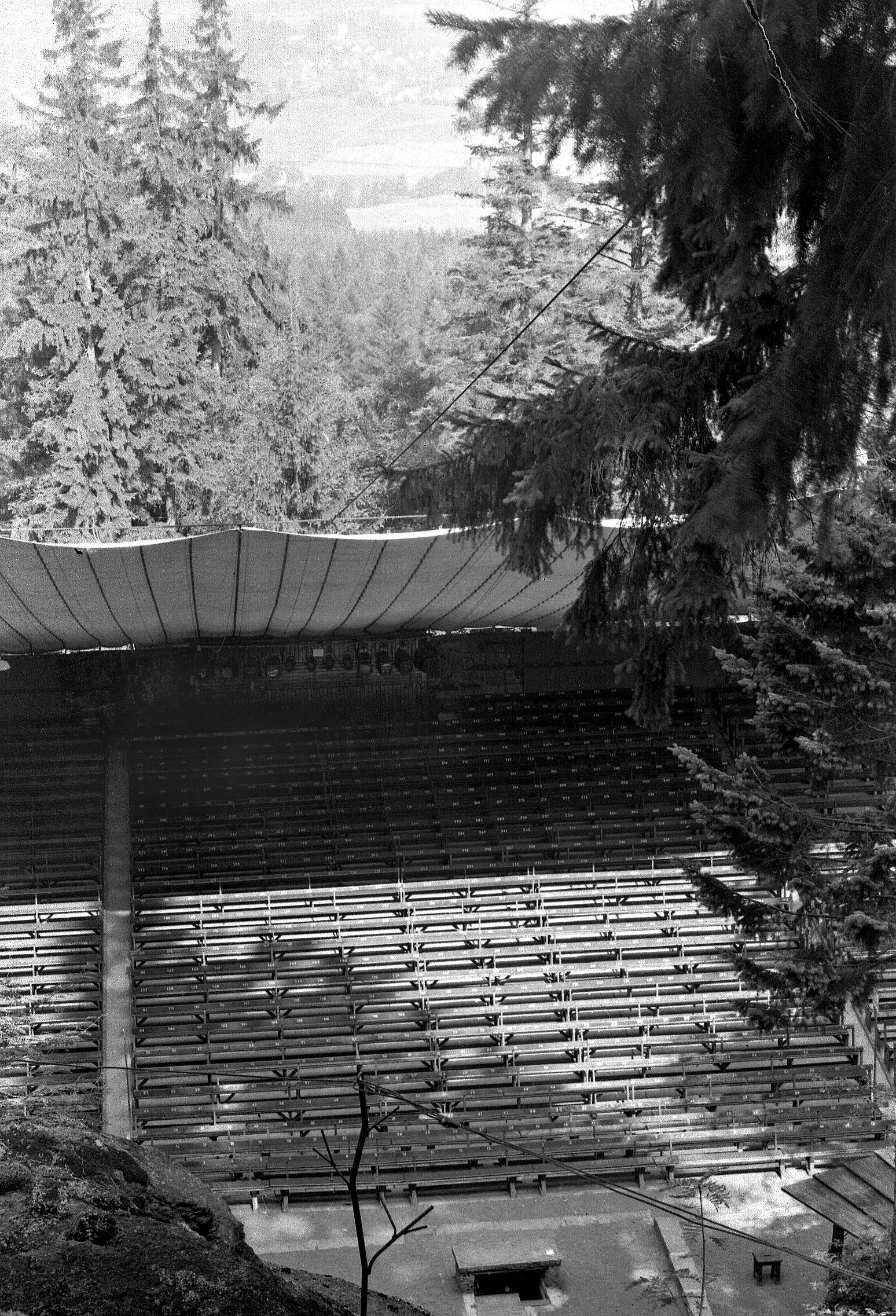
Zuschauerraum vor dem Umbau 1970

Ab 1951 wurden einige Spielzeiten durch Gastspiele des Bayerischen Staatsschauspiels gestaltet, die Leitung übernahm der stellvertretende Generalintendant Hermann Wenninger, ehe er drei Jahre später von Wolfgang Nufer und 1956 Friedrich Siems beerbt wurde. Siems inszenierte bis zu seinem plötzlichen Tod im Dezember 1963 auf der Luisenburg und konnte wieder zahlreiche Zuschauer ins Fichtelgebirge locken. Sein Nachfolger ab 1964, Christian Mettin, nahm 1969/1970 einen großen Umbau im Zuschauerbereich vor, so wurden die Sitzplätze nun wie in einem Amphitheater angeordnet und wurden von einer Zeltdachkonstruktion von Frei Otto, der einige Jahre später auch für die geschwungenen Dächer des Münchner Olympiageländes verantwortlich war, vor Regen geschützt. Mettin legte während seiner Intendanz den Fokus stark auf die bayerischen Volksstücke, für die er zahlreiche namhafte Schauspieler wie Beppo Brem, Gustl Bayrhammer und Willy Harlander gewinnen konnte. Mettins Nachfolger als Intendant wurde 1979 Hans-Joachim Heyse, der bis 1984 in Wunsiedel amtierte und die Erfolgsgeschichte der Festspiele mit vielen bekannten Schauspielern wie Uwe Friedrichsen und Toni Berger fortführte. Unter seiner Intendanz stand auch der spätere Intendant Michael Lerchenberg als Schauspieler 1980 erstmals auf der Bühne der Luisenburg.
Von 1985 bis 1999 leitete daraufhin Hans Peter Doll die Luisenburg-Festspiele und steigerte die durchschnittliche Zuschauerzahl auf rund 130.000 Zuschauer pro Jahr. Er führte die Einführungsabende für die jeweiligen Inszenierungen ein und war um eine stärkere Verknüpfung mit der Bevölkerung der Stadt Wunsiedel bemüht. Kurz nach dem Ende seiner letzten Spielzeit auf der Luisenburg verstarb Hans Peter Doll Ende 1999.

### Die Festspiele nach 2000

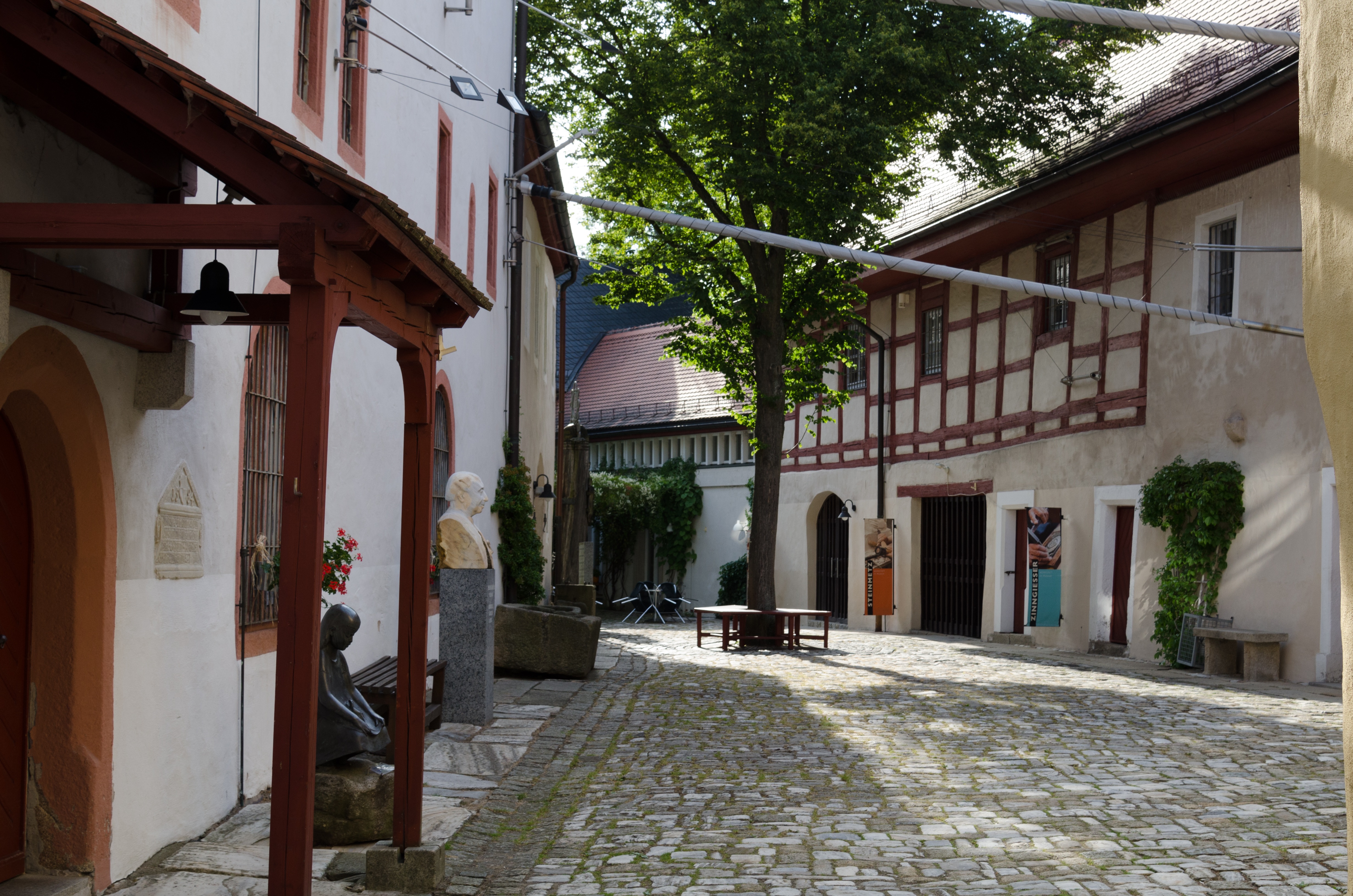
Der Innenhof des Fichtelgebirgsmuseums fungiert seit der Intendanz Pavel Fiebers als zweite Spielstätte der Luisenburg-Festspiele

Dolls Nachfolger wurde Pavel Fieber, der bereits als Schauspieler auf der Bühne der Luisenburg gestanden und auch bereits mehrmals in Wunsiedel inszeniert hatte. Unter seiner Leitung wurde der Innenhof des Fichtelgebirgsmuseums in der Wunsiedler Altstadt als zweite Spielstätte für die Festspiele entdeckt und etabliert Fieber setzte auf einen ungewöhnlich ambitionierten Spielplan, der schließlich einen Abfall der Zuschauerzahlen zur Folge hatte. In der Spielzeit 2002 unterschritt er die 100.000-Zuschauer-Marke, woraufhin sein Vertrag mit der Stadt Wunsiedel aufgelöst wurde und er nach der Saison 2003 seinen Posten räumen musste.

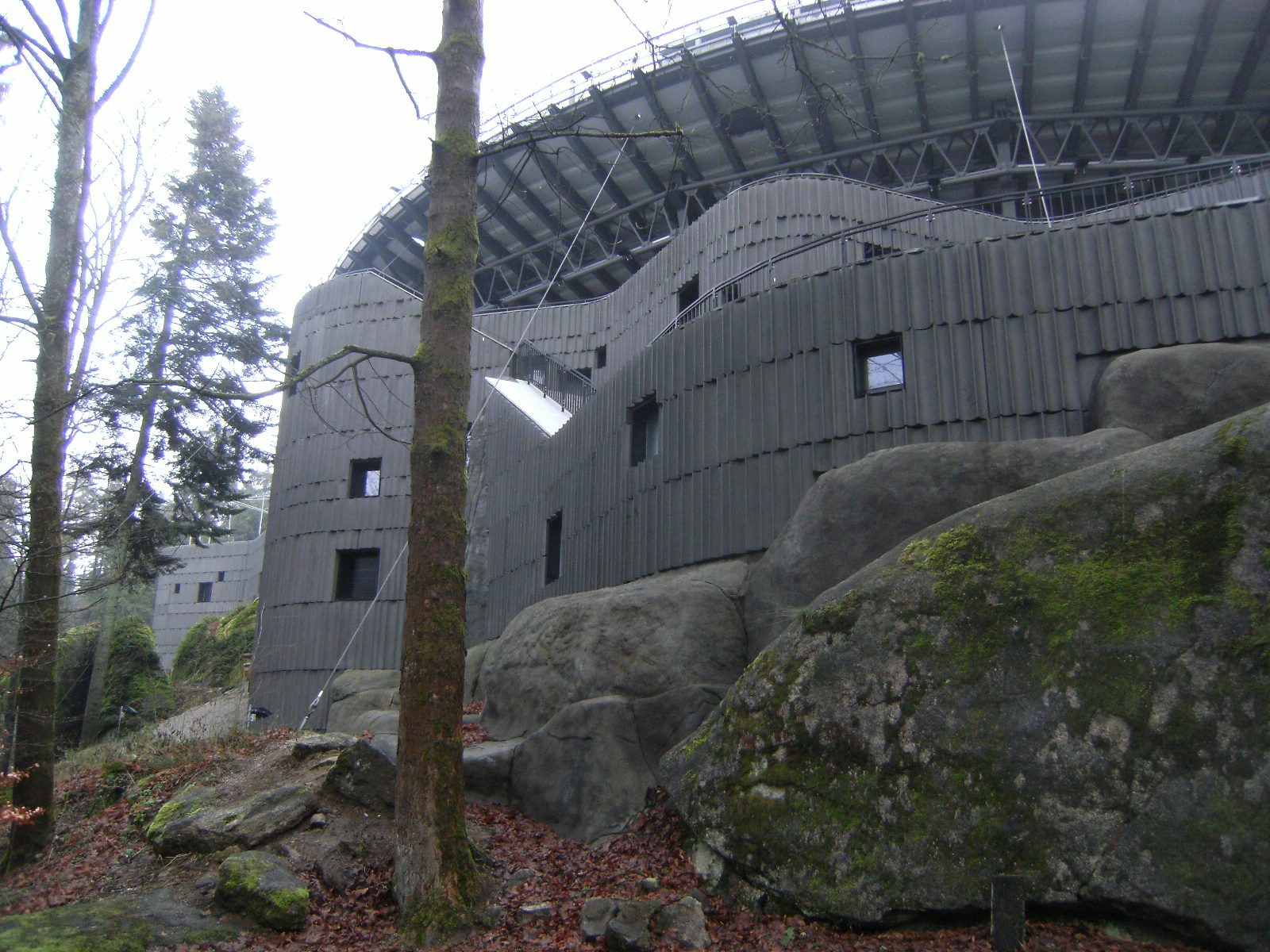
Außenansicht des Theatergebäudes nach dem Umbau der Jahre 2010 bis 2013

Neuer Intendant wurde ab der Spielzeit 2004 Michael Lerchenberg, der bereits als Schauspieler mit der Luisenburg vertraut war. Lerchenberg führte die mittlerweile äußerst erfolgreiche Musicalsparte auf der Luisenburg ein und setzte erstmals auch Konzertgastspiele an den theaterfreien Tagen auf den Spielplan. Während Lerchenbergs Intendanz erfolgte zwischen 2010 und 2013 ein großer Umbau, so wurde das Bühnenhaus massiv vergrößert, der Zuschauerraum und das Zeltdach wurden erneuert und auch in die Beleuchtungs- und Tonanlagen wurde in großem Umfang investiert. Im Jahr 2016 erhielten die Festspiele den Heimatpreis Bayern für ihre besondere Tradition. Nach 13 Jahren verließ Lerchenberg 2017 vorzeitig die Luisenburg, nachdem er in Konflikt mit einigen Kommunalpolitikern geraten war.
Birgit Simmler übernahm ab Herbst 2017 als erste Frau die künstlerische Leitung der Festspiele. Unter ihrer Leitung wurde das Zusatzprogramm abseits der klassischen Theaterfestspiele erweitert, so führte sie die neue Reihe „Luisenburg Late Night“ ein, in der die Schauspieler der jeweiligen Spielzeit ihre oftmals existierenden Soloprogramme aufführen können. Auch die Konzertsparte wurde ab der Spielzeit 2019 deutlich ausgebaut.
Aufgrund der Corona-Pandemie fanden die Festspiele im Jahr 2020 zum ersten Mal seit dem Zweiten Weltkrieg nicht statt. Das Programm wurde um ein Jahr verschoben und 2021 zur Aufführung gebracht.
Zum 200. Todestag des Schriftstellers Jean Paul hat Franzobel ein Theaterstück für die Luisenburg-Festspiele geschrieben: Hoppelpoppel oder Jean Pauls Zauberland. Die zweistündige Schauspielrevue unter der Regie von Georg Schmiedleitner hat Premiere am 15. August 2025.

## Intendanten
- Egon Schmidt (1934–1941)
- Friedrich Siems (1956–1963)
- Christian Mettin (1964–1978)
- Hans-Joachim Heyse (1979–1984)
- Hans Peter Doll (1985–1999)
- Pavel Fieber (2000–2003)
- Michael Lerchenberg (2004–2017)
- Seit Herbst 2017 ist Birgit Simmler die künstlerische Leiterin der Festspiele.[24]

## Felsenlabyrinth
Unmittelbar an die Felsenbühne grenzt das Felsenlabyrinth. Eine Hanglage mit Felsen und Bewuchs bildet auch einen Teil der Kulisse.

## Nachwuchspreisträger
- Luisenburg-Nachwuchspreisträger 2016 der REHAU AG: Marc Schöttner
- Luisenburg-Nachwuchspreisträger 2016 der Festspielstadt Wunsiedel: Fabian-Joubert Gallmeister
- Luisenburg-Nachwuchspreisträger 2015 der REHAU AG: Lukas Schrenk
- Luisenburg-Nachwuchspreisträger 2015 der Festspielstadt Wunsiedel: Katherina Sattler
- Luisenburg-Nachwuchspreisträger 2014 der REHAU AG: William Danne
- Luisenburg-Nachwuchspreisträger 2014 der Festspielstadt Wunsiedel: Pirmin Sedlmeir
- Luisenburg-Nachwuchspreisträgerin 2013 der REHAU AG: Simone Bartzick
- Luisenburg-Nachwuchspreisträger 2013 der Festspielstadt Wunsiedel: Sebastian M. Winkler
- Luisenburg-Nachwuchspreisträger 2012 der REHAU AG: Moritz Katzmair
- Luisenburg-Nachwuchspreisträgerin 2012 der Festspielstadt Wunsiedel: Hanna Plaß
- Luisenburg-Nachwuchspreisträger der REHAU AG 2011: Andreas Birkner
- Luisenburg-Nachwuchspreisträgerin der Festspielstadt Wunsiedel 2011: Ina Meling
- Preisträger REHAU-Nachwuchspreis 2010: Johann Anzenberger
- Preisträger Nachwuchspreis der Festspielstadt Wunsiedel 2010: Caroline Hetényi
- Preisträger Rosenthal-Nachwuchspreis 2009: Bastian Semm
- Preisträger Nachwuchspreis Festspielstadt Wunsiedel 2009: Barbara Macheiner
- Preisträger Rosenthal-Nachwuchspreis 2008: Konstantin Bühler
- Preisträger Nachwuchspreis der Festspielstadt Wunsiedel 2008: Matthias Lehmann
- Preisträger Rosenthal-Nachwuchspreis 2007: Elli Wissmüller
- Preisträger Nachwuchspreis der Festspielstadt Wunsiedel 2007: Sebastian König
- Preisträger Rosenthal-Nachwuchspreis 2006: Julia Eder
- Preisträger Nachwuchspreis der Festspielstadt Wunsiedel 2006: Stefan Murr
- Preisträger Rosenthal-Nachwuchspreis 2005: Jessica Higgins
- Preisträger Nachwuchspreis der Festspielstadt Wunsiedel 2005: Michael Pascher
- Preisträger Rosenthal-Nachwuchspreis 2004: Barbara Lucia Bauer
- Preisträger Nachwuchspreis der Festspielstadt Wunsiedel 2004: Barbara Romaner